# Alois Winkler (Bildhauer)
Alois Winkler (* 21. Juni 1848 in Weerberg; † 7. April 1931 in Schwaz) war ein österreichischer Bildhauer.

## Leben
Alois Winkler wurde als Sohn des Vinzenz Winkler und der Anna Schlögl am Hof Oberaigen in Weerberg geboren. Mit Unterstützung seines Onkels, der Pfarrer in Vomp war, kam er mit 19 Jahren an die der Innsbrucker Realschule angeschlossene Zeichenschule unter der Leitung von Michael Stolz. Stolz erkannte Winklers Talent für die Bildhauerei und ließ ihn ab 1869 in seiner Bildhauerwerkstatt mitarbeiten. Nach einiger Zeit kehrte Winkler nach Weerberg zurück, arbeitete dann nochmals bei Stolz und anschließend einige Monate bei Franz Xaver Pendl in Algund. Nach Innsbruck zurückgekehrt arbeitete er rund sechs Jahre bei Dominikus Trenkwalder. 1882 machte er seine eigene Werkstatt in Pradl auf. Winkler war ein vielbeschäftigter Bildhauer und schuf religiöse Skulpturen und Altäre in historistischen Stilen für Kirchen in ganz Tirol und darüber hinaus.

## Auszeichnungen
- Goldenes Verdienstkreuz mit der Krone, 1900[2]
- Ehrenkreuz Pro Ecclesia et Pontifice, 1917[3]
- Ritterkreuz des Gregoriusordens, 1923[4]

## Werke

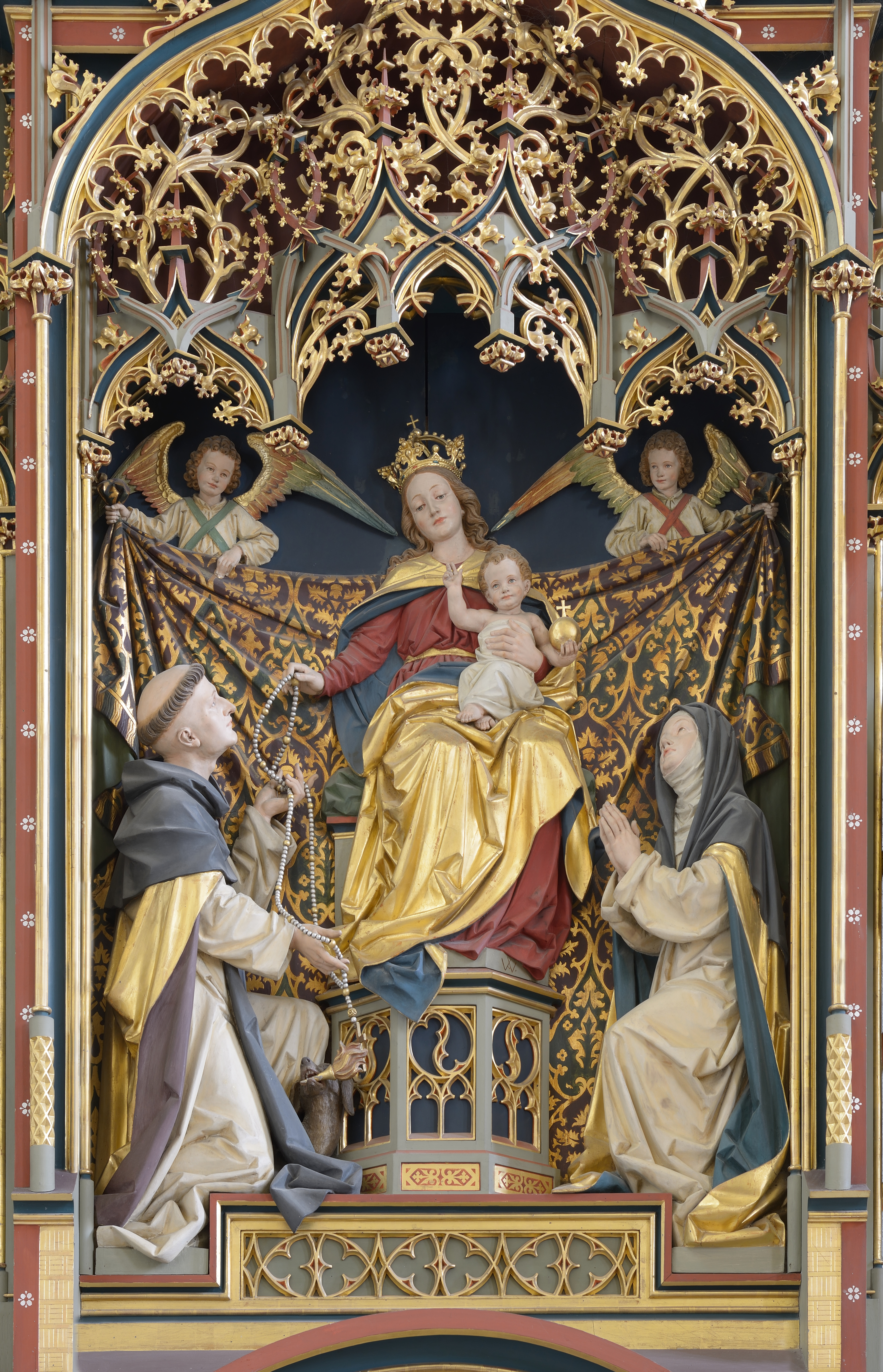
Schrein des linken Seitenaltars, Pfarrkirche Völs am Schlern

- Hochaltarfiguren Petrus und Paulus, Franziskanerkirche Schwaz, 1872[5]
- Skulpturen an den Seitenaltären, Statuen am Chorgestühl, Rosenkranzbild, Pfarrkirche St. Nikolaus, Innsbruck, 1894–1899[6]
- Reliefs und Figuren, Herz-Jesu-Kirche, Innsbruck, um 1900[7]
- Grabdenkmal für die Familie Vonmetz, Friedhof Wilten, 1908[8]
- Marienrelief am Wohltäterdenkmal, Pfarrkirche Pradl, 1910[9]
- Statuen und Reliefs (Mariä Himmelfahrt, Evangelisten, Christus Pantokrator, Mose und Elias, Mannaregen und biblische Kundschafter) am Hochaltar der Stadtpfarrkirche Schwaz, 1911[10]
- Stauen der Muttergottes und der hll. Katharina und Dominikus, linker Seitenaltar, Pfarrkirche Maria Himmelfahrt, Völs am Schlern
- Kanzel, Pfarrkirche St. Andreas, Klausen
- Statue des hl. Georg, Pfarrkirche Oetz (früher Teil des Hochaltars)[11]
- Friedhofskreuz, Westfriedhof, Innsbruck[12]
- Relief mit dem Bild Rudolf von Habsburgs, Figur Unserer lieben Frau vom Heiligsten Sakrament, Herz-Jesu-Kirche, Bozen
- Herz-Jesu-Statue am Hochaltar, Herz-Jesu-Basilika, Hall in Tirol[13]